# Francesco Albizzi

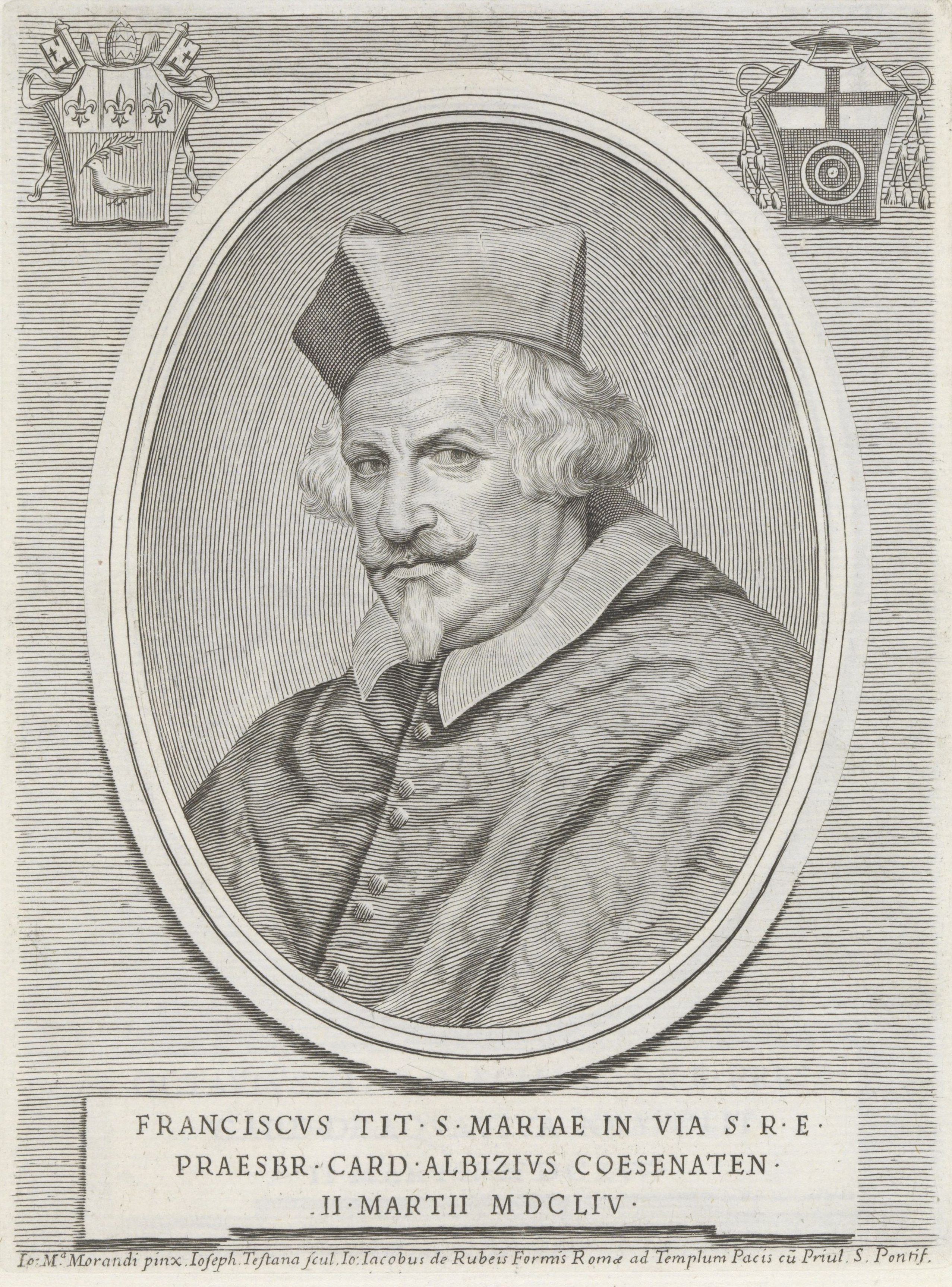
Francesco Albizzi (Stich auf Papier; 1658)

Francesco Albizzi (* 1593 in Cesena; † 3. Oktober 1684 in Rom) war ein italienischer Jurist, Diplomat, katholischer Geistlicher und Kardinal.

## Leben und Wirkung

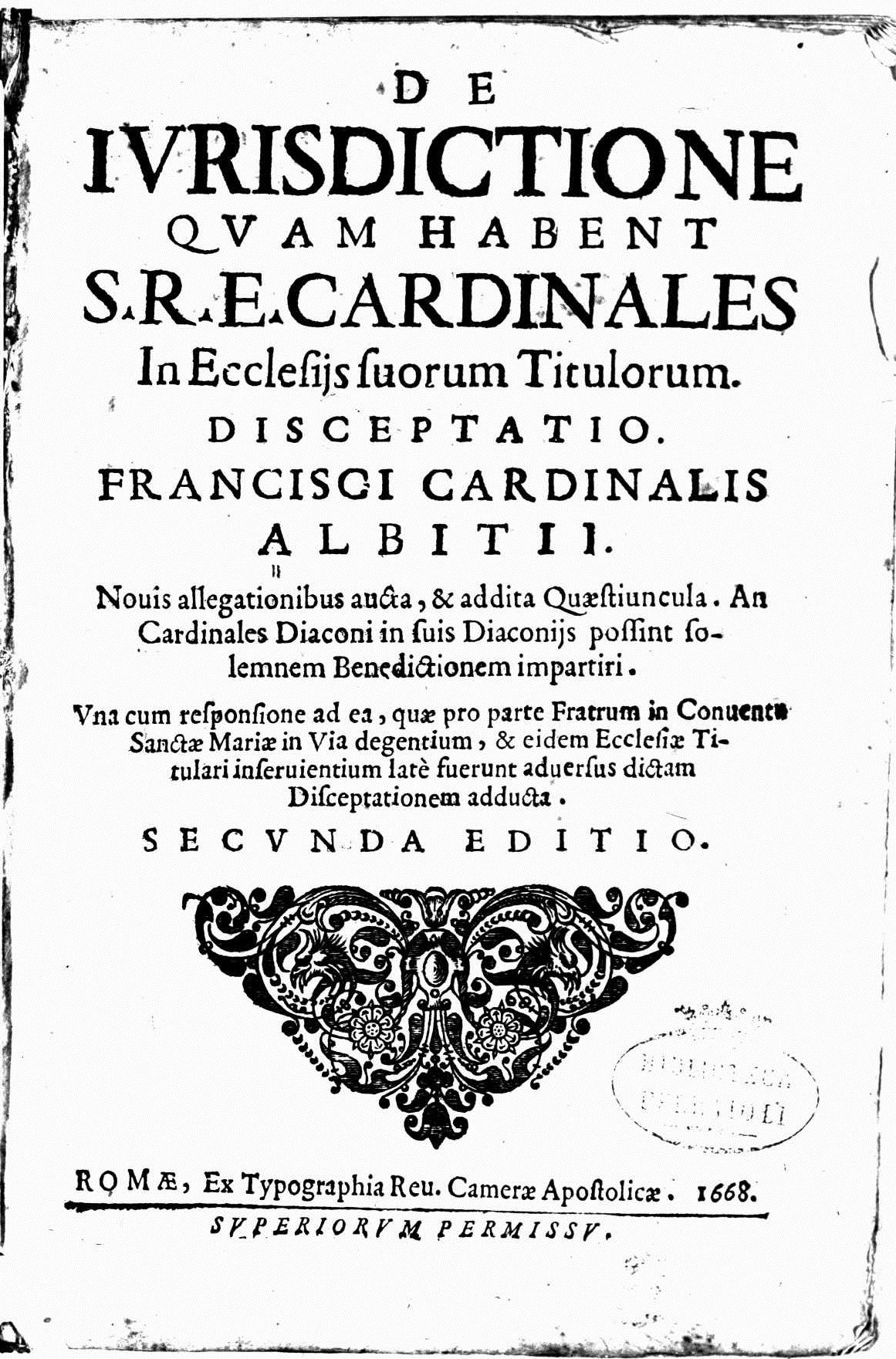
Albizzis Werk De iurisdictione quam habent cardinales in ecclesiis suorum titulorum, 1668

Albizzi ist vor allem wegen seiner Position zu Hexenverfolgungen bekannt geworden. Im Gegensatz zu zahlreichen, vor allem deutschen Hexenverfolgern vertrat er eine gemäßigte Position: so hielt er Schadenzauber, Hexenflug und Hexensabbat zwar für möglich, aber für äußerst selten, legte aber hohe Ansprüche an den tatsächlichen Nachweis. Die Massenhinrichtungen im Heiligen Römischen Reich der 1630er Jahre betrachtete er mit Entsetzen.

Albizzis Kardinalswappen (schemat. Darstellung)

Er studierte zunächst Rechtswissenschaften und nach dem Tod seiner Frau Theologie. Im Jahr 1635 wurde er Assessor beim Heiligen Offizium in Rom. 1636/37 begleitete er den Legaten Marzio Ginetti nach Köln.
Am 2. März 1654 wurde Francesco Albizzi von Papst Innozenz X. zum Kardinal kreiert und kurz darauf als Kardinalpriester der Titelkirche Santa Maria in Via installiert, 1671 wechselte er nach Santi Quattro Coronati, 1680 nach Santa Maria in Trastevere, von 1681 bis zu seinem Tod war er Kardinalpriester von Santa Prassede. Von 1667 bis 1669 war er Kämmerer des Kardinalskollegiums.
Er diente den Päpsten Innozenz X. (1644–1655) und Alexander VII. (1655–1667).

## Werke
- De iurisdictione quam habent cardinales in ecclesiis suorum titulorum. Stamperia Camerale, Roma 1668 (Latein, beic.it).
- Risposta alla Historia della Sacra Inquisitione composta già dal R. P. Paolo Servita, 1678.
- De incostantia in iudiciis. 1698.